# Magnus Sahlstedt
Magnus Abraham Sahlstedt, född 1686, död 1752, var en svensk prost, verksam i Stora Tuna från 1725. Sahlstedt verkade som hovpredikant och predikade för Karl XII samma dag som denne stupade. Han var far till Abraham Sahlstedt.